# Eriksen Dickens
Eriksen Dickens (7 de abril de 1995) es un actor, escritor y director de San Luis Obispo, California. Es conocido por dirigir la película "Two Magic Drops" en 2020, que seleccionó para 8 festivales de cine internacionales y ganó tres de ellos.

## Biografía
Dickens nació el 7 de abril de 1995 en Oakdale, Estados Unidos. Había obtenido una licenciatura en Filosofía de San Luis Obispo y una Maestría en Psicología Clínica de la Universidad Pepperdine.
Cuando Dickens estaba en la universidad, fundó la productora cinematográfica Platinum Peek Productions con su hermano Soren Dickens en 2017. La empresa produjo el cortometraje "Two Magic Drops" basado en Polio para Rotary Club. El cortometraje fue nominado a ocho festivales de cine y recibió tres premios. Su próximo proyecto, "Dear Oakdale", basado en su lugar de nacimiento, Oakdale, fue ampliamente aceptado por los espectadores. Dickens escribió un libro llamado The Orchard's Offspring en 2018, que fue bien recibido. Eriksen ha tomado lecciones de actuación de la escuela de actuación Actor 's Edge en Los Ángeles bajo la dirección de Zac Efron.